# Язвицево (Кадуйский район)
Язвицево — деревня в Кадуйском районе Вологодской области.
Входит в состав Никольского сельского поселения (до 2015 года входила в Андроновское сельское поселение), с точки зрения административно-территориального деления — в Андроновский сельсовет.
Расположена на левом берегу реки Улазарка. Расстояние по автодороге до районного центра Кадуя — 53 км, до центра сельсовета деревни Андроново — 15 км. Ближайшие населённые пункты — Илемное, Копосово, Красное.
По переписи 2002 года население — 15 человек.